# Брэкстон, Тэймар
Тэ́ймар Эсти́н Брэ́кстон (англ. Tamar Estine Braxton; 17 марта 1977, Северн, Мэриленд, США) — американская певица, автор песен, актриса и танцовщица.

## Биография
Родилась 17 марта 1977 года в Северне (штат Мэриленд, США) в семье священника Майкла Конрада Брэкстона и певицы Эвелин Брэкстон. У него есть старшие брат и четыре сестры: Тони Брэкстон (род.1967), Майкл Конрад Брэкстон-младший (род.1970), Трейси Брэкстон (1971—2022), Тованда Брэкстон (род.1973) и Трина Брэкстон (род.1974).

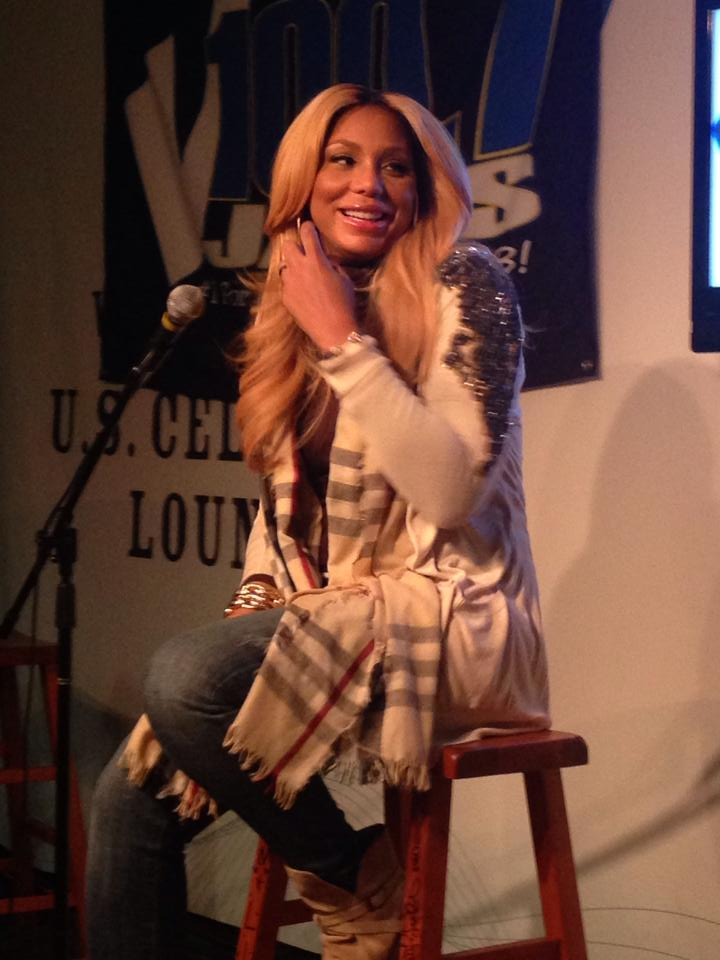

## Карьера
Тэймар начала свою музыкальную карьеру в 1989 году став, вместе со своими четырьмя старшими сёстрами, участницей музыкальной R'n'B группы «The Braxtons», в состав которой она входит и по сей день. В 1990 году группа выпустила свой первый сингл "Good life" ("Хорошая жизнь"), которая не увенчалась успехом заняв только 79-е место в Billboard, Hot R&B/Hip-Hop Songs.
В октябре 2015 года группа «The Braxtons» выпустила альбом под названием Braxton Family Christmas, который дебютировал на 27-м месте в Billboard R & B / Hip-Hop Albums.
Также Брэкстон является актрисой и танцовщицей.

## Личная жизнь

### Отношения и материнство
В 2001—2003 годы Брэкстон была замужем за продюсером Дарреллом Элламби.
С 27 ноября 2008 года Брэкстон замужем за продюсером Винсента Херберта, с которым она встречалась 5 лет до их свадьбы. У супругов есть сын — Логан Винсент Херберт (род. 06.06.2013). В октябре 2017 года они подали на развод после почти девяти лет брака.
29 апреля 2019 года племянница Брэкстон, 27-летняя Лорен Брэкстон, дочь её старшего брата Майкла Конрада Брэкстона-младшего, умерла от интоксикации героином и фентанилом.

### Проблемы со здоровьем
В эпизоде The Real Брэкстон рассказала, что она страдает витилиго.
10 ноября 2015 года Брэкстон обнаружила, что у неё в легких было несколько легочных эмболий. Болезнь вынудила её отказаться от участия «Танцах со звёздами».